# Il rubino del destino
Il rubino del destino è un film muto italiano del 1914 diretto da Henri Étiévant.